# August Reichensperger (entomolog)

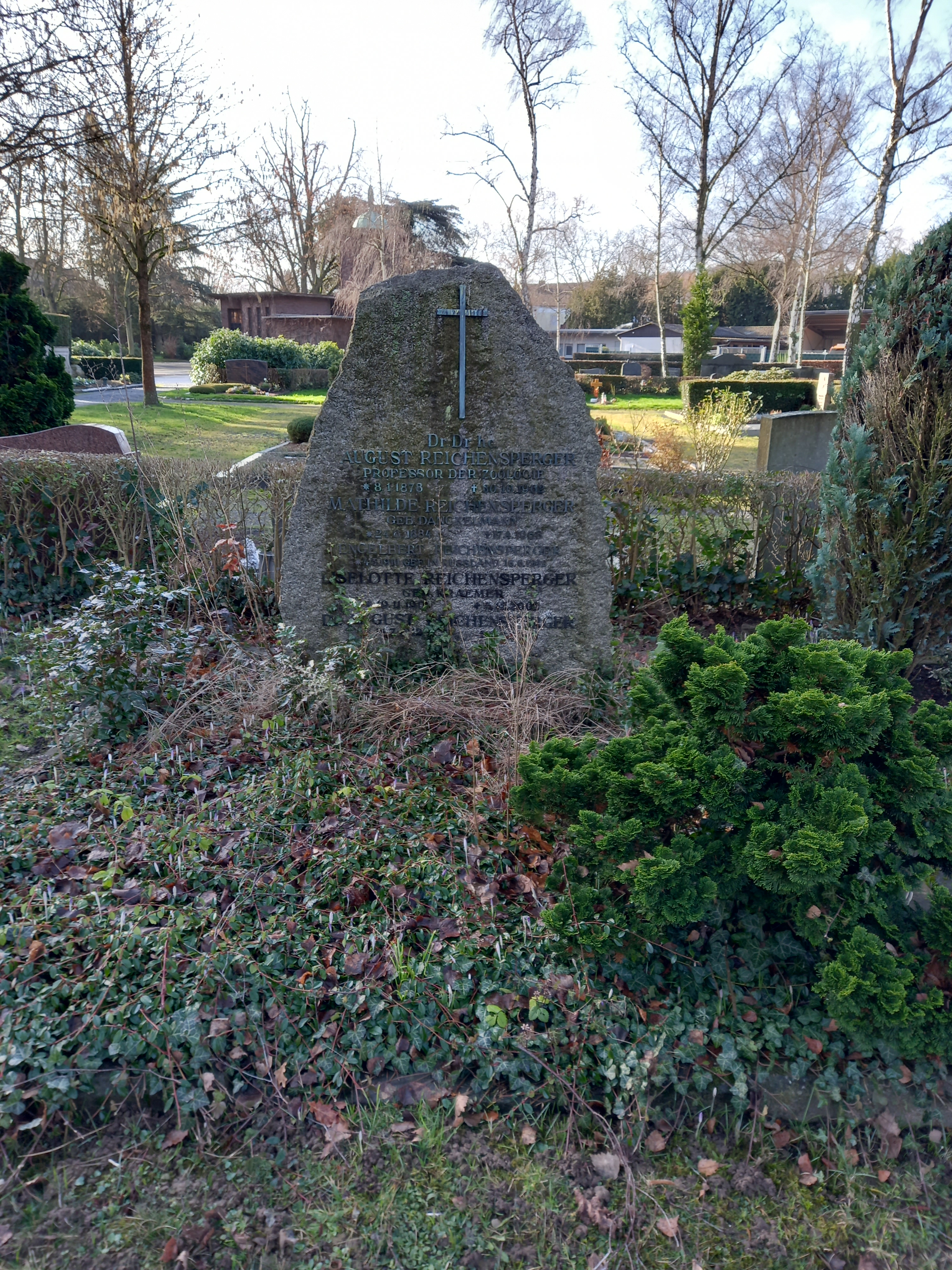
Grobowiec Augusta Reichenspergera i jego żony Matyldy na Zentralfriedhof Bad Godesberg w Bonn

August Reichensperger (ur. 8 stycznia 1878 w Koblencji, zm. 30 października 1962 w Bonn) – niemiecki entomolog, specjalizował się w badaniu mrówek i myrmekofili. Profesor na Uniwersytecie we Fryburgu i Uniwersytecie w Bonn.

## Prace
- Die Ameisenfauna in der Rheinprovinz nebst Angaben über einige Ameisengäste. - Ber. Vers. Bot. Zool. Ver. Bonn 1911, 114-130 (1912)
- Zoologische Inseln in der Rheinlandschaft, ihre Tierformen und die Bedeutung ihres Schutzes. - Nachr.bl. rhein. Heimatpfl. 3, 320-325 (1931/32)
- Bericht über die zoologische Exkursion zur Wahner Heide (1. 7. 1934). - Decheniana (Bonn) 91, 245.
- Paussiden-Studien III (Col. Paussidae). - Deutsche Entomologische Zeitschrift (Berlin) N.F. 4, 61-73 (1957)
- 33. Coleoptera: Paussidae. In: Expedition of the British Museum (Nat. Hist.) to South-West Arabia. - ? () Vol. 1, 491-493 + 1 pl (1957)
- Coleoptera Paussidae. - South African animal life. Results of the Lund University Expedition in 1950-1951. ? () 5, 456-463.(1958)